# Seymour, Quận Lafayette, Wisconsin
Seymour là một thị trấn thuộc quận Lafayette, tiểu bang Wisconsin, Hoa Kỳ. Năm 2010, dân số của thị trấn này là 410 người.